# Oxyna lutulenta
Oxyna lutulenta es una especie de insecto del género Oxyna de la familia Tephritidae del orden Diptera.

## Historia
Friedrich Hermann Loew la describió científicamente por primera vez en el año 1869.